# Wojnycha
Wojnycha (ukr. Войниха) – wieś na Ukrainie, w obwodzie połtawskim, w rejonie łubieńskim, w hromadzie Łubny. W 2001 liczyła 1030 mieszkańców.